# Kaplica w Wąsowie
Kaplica pw. Wniebowstąpienia Pańskiego w Wąsowie – zabytkowa kaplica znajdująca się we wsi Wąsowo.
Kaplica została zbudowana przed 1786 jako klasycystyczna rotunda przez Anastazję Sczaniecką, babkę znanej działaczki społecznej, Emilii. Znajduje się na skraju parku, w bezpośrednim sąsiedztwie pałacu Sczanieckich. Przez dłuższy czas była kaplicą rodziny Sczanieckich, później Hardtów. Po II wojnie światowej została poświęcona i do czasu wybudowania nowej świątyni pełniła funkcję kościoła parafialnego.

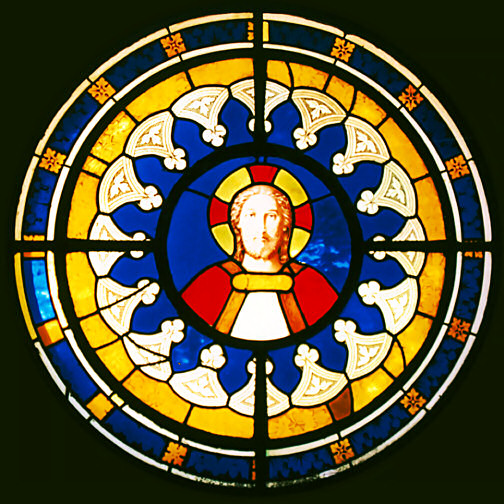
Witraż w kaplicy